# Pyramide d'Hatchepsout
La pyramide d'Hatchepsout est une pyramide découverte à Dahchour en Égypte en 2017.

## Découverte
Des fouilles archéologiques révèlent les vestiges de la structure interne d'une antique pyramide de 3 700 ans, la pyramide anonyme de 2017, sans doute de la XIIIe dynastie. La découverte a été confirmée par le ministère égyptien des Antiquités. Les chercheurs égyptiens ont trouvé un corridor qui mène à l'intérieur de la pyramide, et qui est encore en « bon état »,. L'intérieur de la pyramide est prolongé par une rampe et l'entrée d'une pièce. 
Les fouilles se poursuivent pour découvrir le reste du site archéologique.
Entre 2017 et 2020, les archéologues ont continué à fouiller la zone. Après avoir soigneusement nettoyé le sable, ils ont découvert un chemin qui les conduisait le long de la pyramide, où ils ont trouvé une pièce fermée, et ils ont pensé que c'était la tombe du propriétaire de la pyramide.
En 2019, le Dr Chris Naunton et son équipe ont obtenu l’autorisation de soulever la dalle de pierre protégeant l’entrée et les résultats ont été diffusés dans le documentaire « Mystery of the Lost Pyramid » de Smithsonian.

## Histoire
La pyramide découverte remonte à la XIIIe dynastie (1802-1640 avant notre ère) et a été trouvée dans le cimetière de Dahchour près de la pyramide du roi Snéfrou, fondateur de la IVe dynastie (2600 avant notre ère) et le père du pharaon Khéops qui a construit les plus grandes pyramides de Gizeh.
Parmi les objets trouvés dans la chambre funéraire se trouvaient un sarcophage, des vases canopes et des boîtes d'emballage. Des inscriptions sur les boîtes mentionnent une des filles d'Amény-Qémaou, Hatchepsout.